# Inanidrilus speroi
Inanidrilus speroi är en ringmaskart som beskrevs av Erséus 1984. Inanidrilus speroi ingår i släktet Inanidrilus och familjen glattmaskar. Inga underarter finns listade i Catalogue of Life.